# Lex Acilia repetundarum
Lex Acilia repetundarum va ser una llei romana establerta a proposta del tribú de la plebs Mani Acili Glabrió l'any 123 aC., i prohibia a l'encausat per suborn, intentar dilacions i ampliacions de la causa.